# تیم ملی والیبال زنان ترکیه
تیم ملی والیبال زنان ترکیه تیم ملی والیبال زنان کشور ترکیه است.

## نتایج

### بازی‌های المپیک تابستانی
| سال   | جایگاه | برد | باخت |
| ----- | ------ | --- | ---- |
| ۲۰۱۲  | ۹ام    | ۲   | ۳    |
| مجموع | ۱/۱۳   | ۲   | ۳    |